# إيزابيل ماريا من البرتغال
إيزابيل ماريا من البرتغال (4 يوليو 1804-22 أبريل 1876)؛ هي إنفانتا برتغالية بحيث أنها ابنة الملك جواو السادس وكارلوتا خواكينا من إسبانيا، بسبب أن الأمير بيدرو أصبح إمبراطور البرازيل، وانفانتي ميغيل كان منفياً في النمسا، والملكة الأم كارلوتا خواكينا منفية في قصر كويلوز، وأثنين من شقيقاتها الكبار متزوجات من أمراء إسبانيا أصبحت وصية العرش بعد أن اغتصاب أمير الملكي للبرتغال عرش البرازيلي لنفسه عام 1822، فتوفي ملك البرتغال دون تسمية وريث من بعده، وبسبب أنها ابنة المفضلة لوالده أصبحت وصية العرش لفترة وجيزة على أن أعلن إمبراطور البرازيل نفسه ملك البرتغال ولكن تنازل عن العرش في مايو 1826 لصالح ابنته البالغة من العمر العشرة فعينت وصية العرش على ابنة أخيه إلى أن يرجع أخوها المنفي في النمسا إلى البرتغال ويتزوج من الملكة وافق أخوها المنفي على شروط إمبراطور ولكنه اغتصاب العرش في عام 1828 ونفى الملكة لتصبح متشرد في قصور أوروبا ونفى الأحزاب الليبرالية لتكون مقراتها في الجرز القربية من البر الرئيسي للبرتغال إما البر الرئيسي أيد ميغيل ملكاً عليهم.
إيزابيل ماريا اعتزل السياسة وتحولت حياتها إلى الدين، توفيت غير المتزوجة في بنفيكا (في ذلك الوقت لم تكن أحد أحياء لشبونة ولكن كانت بلدة بالقرب في بلدية بيليم) في 22 أبريل 1876 في عهد حفيد أخوها لويس الأول ملك البرتغال، ودفنت في البانثيون الملكي لبيت براغانزا.